# Ủy ban Nhân quyền châu Âu
Ủy ban Nhân quyền châu Âu (tiếng Anh: European Commission of Human Rights) là một cơ quan của Ủy hội châu Âu, được thành lập từ tháng 7 năm 1954, theo Công ước châu Âu về Nhân quyền. Ủy ban có trụ sở ở Strasbourg, Pháp.
Nhiệm vụ của Ủy ban là nhận các khiếu nại, khiếu tố từ các cá nhân, tổ chức về những vi phạm Công ước châu Âu về Nhân quyền. Nếu khiếu nại, khiếu tố được coi là chính đáng thì trước hết Ủy ban sẽ đứng ra làm trung gian hòa giải giữa hai bên. Nếu việc hòa giải bất thành, thì Ủy ban sẽ chuyển hồ sơ sang cho Tòa án Nhân quyền châu Âu xử lý.
Các khiếu nại, khiếu tố đầu tiên đã được chuyển tới Ủy ban Nhân quyền châu Âu năm 1955 và Tòa án Nhân quyền châu Âu đã ban hành phán quyết đầu tiên của mình vào năm 1960 (vụ Lawless kiện Ireland ngày 14 tháng 11 năm 1960).
Khi Nghị định thư 11 bắt đầu có hiệu lực từ ngày 01.11.1998, thì Ủy ban này bị bãi bỏ. Từ đây, các cá nhân hay tổ chức có nhu cầu khiếu nại, khiếu tố về vi phạm nhân quyền sẽ liên hệ trực tiếp với Tòa án Nhân quyền châu Âu.